# Holger Granström
Holger Granström (Ruokolahti 25 de dezembro de 1917 - 22 de julho de 1941) foi um futebolista e jogador de hóquei finlandês que já atuou pelo KIF, na sua carreira como jogador de hóquei, e na Seleção Finlandesa de Futebol na sua carreira como jogador de futebol.